# Anna Barbara Reinhart

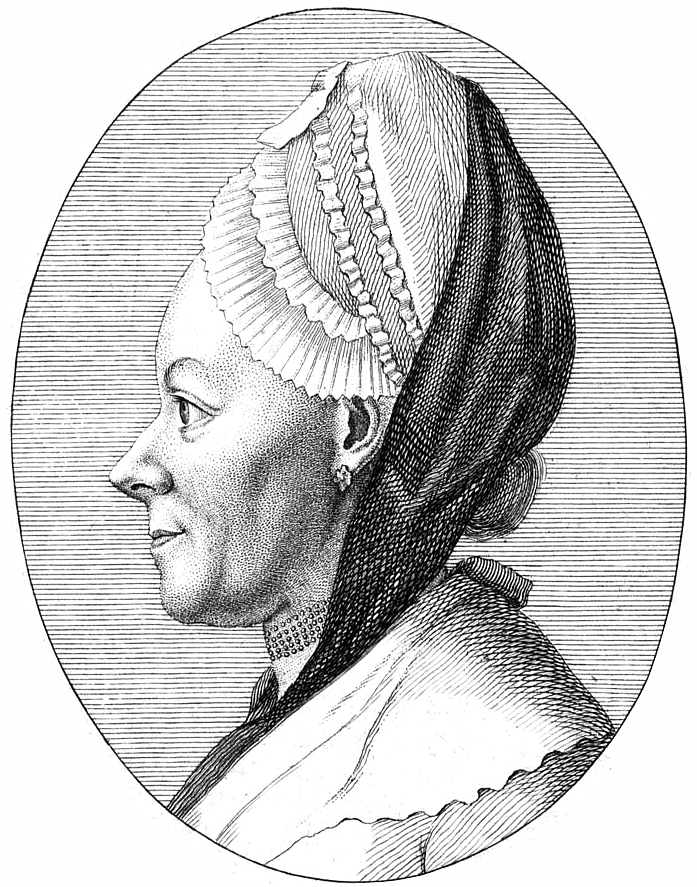
Incisione su rame raffigurante Anna Reinhart

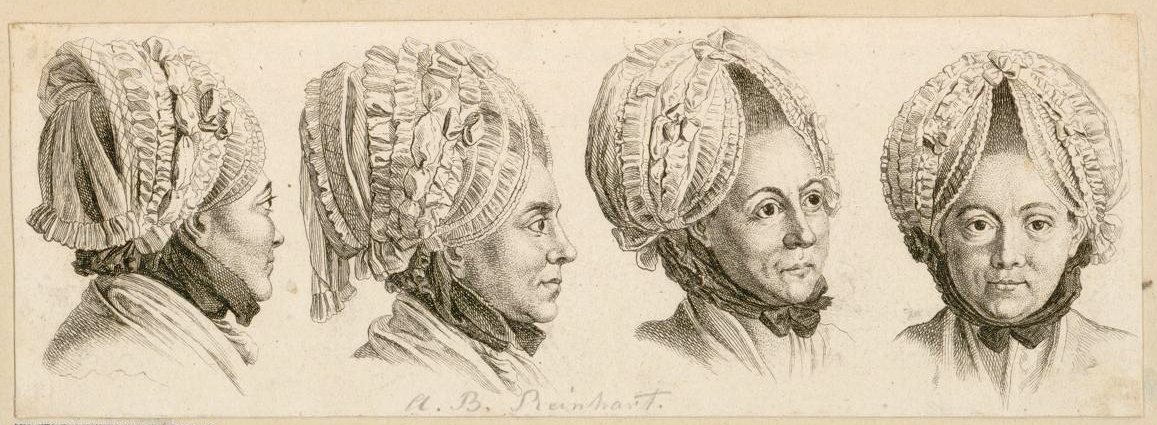
4 immagini di Anna Reinhart, artista sconosciuto

Anna Barbara Reinhart (12 luglio 1730 – 5 gennaio 1796) è stata una matematica svizzera; viene considerata una matematica di livello internazionale per la sua epoca.

## Biografia
Anna Barbara Reinhart è stata la prima figlia di sesso femminile (dopo due fratelli) di Councilor Salomon Reinhart (1693 - 1761) e Anna Steiner.
La sua infanzia è stata offuscata da un incidente cadendo da cavallo a una festa di matrimonio, che la costrinse sul letto per significativi periodi di tempo. Il suo medico, il dottor Johann Heinrich Hegner, notò la sua predisposizione per la matematica e iniziò a insegnarle; da allora Reinhart ha studiato matematica consultando i libri di Leonhard Euler, Gabriel Cramer, Pieter van Musschenbroek e Jérôme Lalande.
Reinhart manteneva un rapporto epistolare con diversi matematici dell'epoca, come Christoph Jezler, e li riceveva anche come ospiti. È stata insegnante di matematica e istruttrice di alcuni noti personaggi, come Ulrich Hegner e Heinrich Bosshard von Rümikon.
Si diceva che curasse le opere di alcuni suoi contemporanei e che in particolare abbia scritto un commento per il manoscritto Philosophiae Naturalis Principia Mathematica di Isaac Newton, tuttavia i suoi scritti andarono persi dopo la sua morte: sono rimaste solo le sue lettere inviate a Christoph Jezler.
Diversi contemporanei hanno commentato positivamente Reinhart, come Daniel Bernoulli che l'ha elogiata per aver ampliato e migliorato la curva di persecuzione come discusso da Pierre Louis Maupertuis.
Reinhart morì nel 1796 all'età di 66 anni; una via di Winterthour porta il suo nome dal 2003.